# 国家级烈士纪念设施

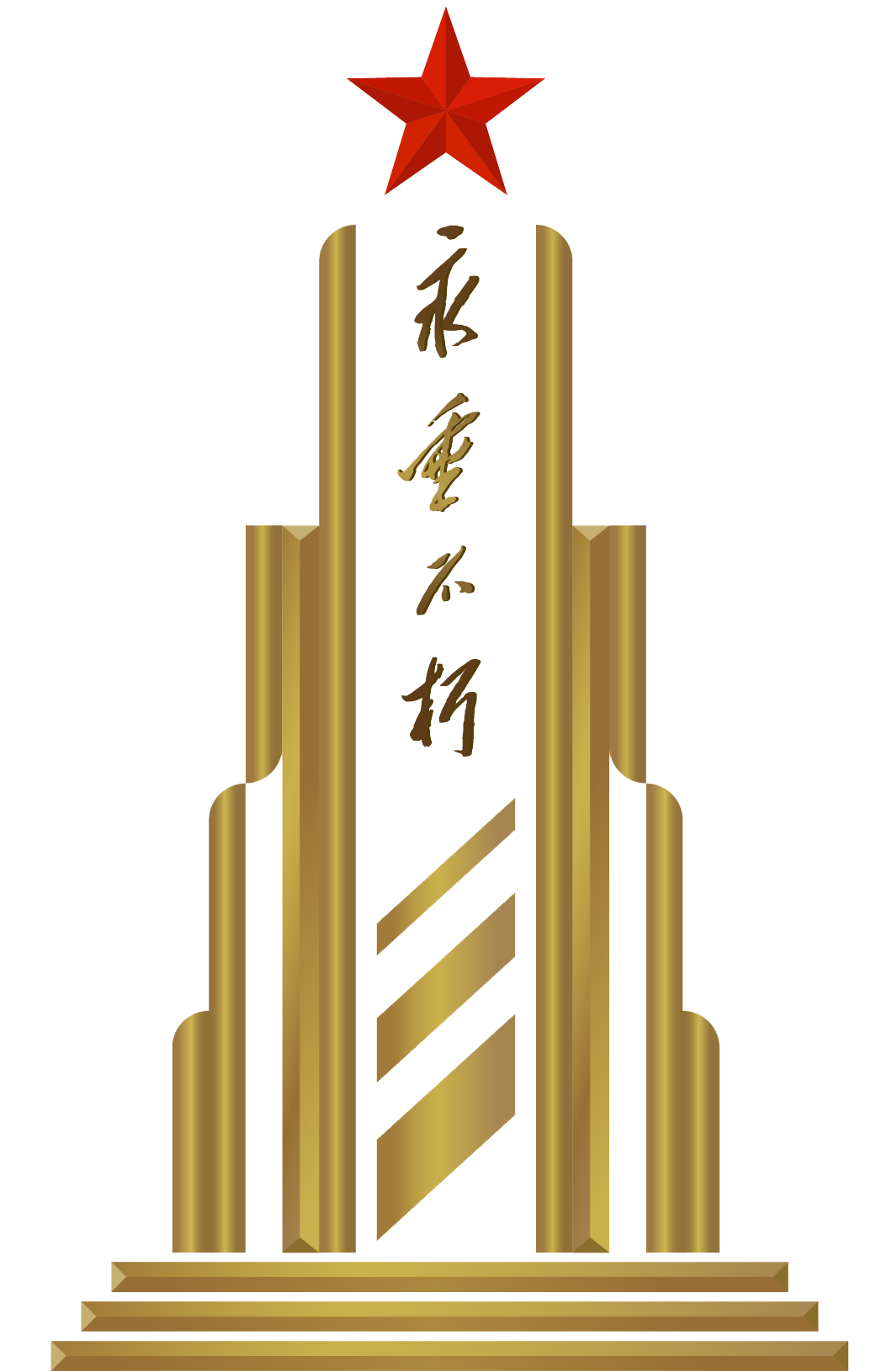
烈士纪念设施保护标志

国家级烈士纪念设施（前五批称全国重点烈士纪念建筑物保护单位），是为纪念在中国各个革命历史时期的重大事件、重要战役和主要革命根据地斗争中牺牲的烈士或在全国有重要影响的著名烈士和为中国革命牺牲的知名国际友人而修建的，或者在对外开放的重点地区、少数民族地区修建的规模较大的，经确定的烈士纪念碑、馆和烈士陵园。列为全国重点保护的单位，由民政部提出，报国务院批准后由民政部公布。
迄今在中国（大陆）境内共有277处国家级烈士纪念设施（全国重点烈士纪念建筑物保护单位）。
- 第一批：共32处，1986年10月15日批准，1986年10月28日公布[2]；
- 第二批：共36处，1989年8月20日批准，1989年8月31日公布[3]；
- 增补一处：1990年5月24日批准，1990年6月14日公布[4]；
- 增补3处：1992年6月17日批准（或公布）；
- 第三批：共18处，1996年3月31日批准，1996年4月12日公布[5]；
- 第四批：共20处，2001年4月30日批准，2001年5月17日公布[6]；
- 第五批：共64处[註 1]，2009年3月2日批准，2009年3月23日公布[8]；
- 第六批：共96处，2016年8月14日批准，2016年9月6日公布[9][1]。

## 北京
- 李大钊烈士陵园（海淀区，第一批）
- 平西抗日烈士陵园（房山区，第三批）
- 平北抗日烈士纪念园（延庆县，第五批）

## 天津
- 盘山烈士陵园（蓟县，第二批）
- 天津市烈士陵园（北辰区，第五批）
- 宁河烈士陵园（宁河区，第六批）

## 河北
- 晋冀鲁豫烈士陵园（邯郸市，第一批）
- 华北军区烈士陵园（石家庄市，第一批）
- 狼牙山五勇士纪念塔（易县，第一批）
- 董存瑞烈士陵园（隆化县，第一批）
- 冀南烈士陵园（南宫市，第二批）
- 冀东烈士陵园（唐山市，第二批）
- 察哈尔烈士陵园（张家口市，第五批）
- 热河烈士纪念馆（承德市，第五批）
- 保定烈士陵园（保定市，第五批）
- 晋察冀烈士陵园（唐县，第五批）
- 涉县烈士陵园（涉县，第六批）
- 沧州烈士陵园（沧州市，第六批）
- 黄骅烈士陵园（黄骅市，第六批）

## 山西
- 太行太岳烈士陵园（长治市，第一批）
- 刘胡兰纪念馆（文水县，第一批）
- 晋绥烈士陵园（兴县，第二批）
- 临汾烈士陵园（临汾市，第四批）
- 牛驼寨烈士陵园（太原市，第五批）
- 李林烈士陵园（朔州市平鲁区，第五批）
- 平型关烈士陵园（灵丘县，第六批）
- 北高庙烈士陵园（长子县，第六批）
- 塞北烈士陵园（朔州市，第六批）

## 内蒙古
- 大青山革命英雄纪念碑（武川县，第二批）
- 内蒙古烈士陵园（呼和浩特市，第四批）
- 乌兰浩特市烈士陵园（乌兰浩特市，第四批）
- 集宁烈士陵园（乌兰察布市，第五批）
- 赤峰烈士陵园（赤峰市，第六批）
- 化德烈士陵园（化德县，第六批）

## 辽宁
- 辽沈战役烈士陵园（锦州市，第一批）
- 抗美援朝烈士陵园（沈阳市，第一批）
- 雷锋纪念馆（抚顺市，第一批）
- 本溪烈士陵园（本溪市，第五批）
- 解放锦州烈士陵园（锦州市，第五批）
- 塔山阻击战烈士陵园（葫芦岛市，第六批）

## 吉林
- 四平市烈士陵园（四平市，第二批）
- “四保临江”烈士陵园（临江市，第二批）
- 杨靖宇烈士陵园（通化市，第一批）
- 延边烈士陵园（延吉市，第三批）
- 吉林市革命烈士陵园 （吉林市，第四批）
- 白城烈士陵园（白城市，第五批）
- 长春烈士陵园（长春市，第六批）
- 梅河口烈士陵园（梅河口市，第六批）
- 敦化烈士陵园（敦化市，第六批）

## 黑龙江
- 饶河抗日游击队纪念碑（饶河县，第一批）
- 哈尔滨烈士陵园（哈尔滨市，第一批）
- “八女投江”烈士群雕（牡丹江市，第二批）
- 西满烈士陵园（齐齐哈尔市，第三批）
- 杨子荣烈士陵园（海林市，第四批）
- 珍宝岛革命烈士陵园（宝清县，第四批）
- 佳木斯烈士陵园（佳木斯市，第五批）
- 尚志烈士陵园（尚志市，第五批）
- 双鸭山烈士陵园（双鸭山市，第六批）
- 汤原烈士陵园（汤原县，第六批）

## 上海
- 上海市龙华烈士陵园（徐汇区，第二批[註 2]）
- 高桥烈士陵园 （浦东新区，第五批）
- 宝山烈士陵园（宝山区，第六批）

## 江苏
- 淮海战役烈士纪念塔（徐州市，第一批）
- 抗日山烈士陵园（赣榆县，第二批）
- 常州烈士陵园（常州市，第三批）
- 镇江市烈士陵园（镇江市北固山，第四批）
- 杨根思烈士陵园（泰兴市，第五批）
- 王杰烈士陵园（邳州市，第五批）
- 泗洪烈士陵园（泗洪县，第五批）
- 扬州烈士陵园（扬州市，第五批）
- 雨花台烈士陵园（南京市，第六批）
- 淮海战役碾庄圩战斗纪念馆（邳州市，第六批）
- 刘老庄八十二烈士陵园（淮安市，第六批）
- 大丰烈士陵园（盐城市，第六批）
- 泰州烈士陵园（泰州市，第六批）
- 宿迁烈士陵园（宿迁市，第六批）

## 浙江
- 浙江革命烈士纪念馆（杭州市，第二批增补2）
- 四明山烈士陵园（余姚市，第三批）
- 解放一江山岛烈士陵园（台州市，第三批）
- 温州市革命烈士纪念馆（温州市，第四批）
- 樟村四明山烈士陵园（宁波市，第六批）
- 孝丰烈士陵园（安吉县，第六批）

## 安徽
- 皖西烈士陵园（六安市，第二批）
- 安徽革命烈士事迹陈列馆（合肥市，第二批）
- 皖南事变烈士纪念馆（泾县，第二批增补1）
- 金寨县烈士陵园（金寨县，第三批）
- 宿州烈士陵园（宿州市，第五批）
- 皖东烈士陵园（来安县，第五批）
- 双堆集烈士陵园（濉溪县，第五批）
- 大别山烈士陵园（岳西县，第五批）
- 芜湖烈士陵园（芜湖市，第六批）
- 藕塘烈士陵园（定远县，第六批）
- 霍山烈士陵园（霍山县，第六批）

## 福建
- 瞿秋白烈士纪念碑（长汀县，第一批）
- 闽西革命烈士陵园（龙岩市，第二批）
- 林祥谦烈士陵园（闽侯县，第二批）
- 闽中革命烈士陵园（莆田市，第四批）
- 东山战斗烈士陵园（东山县，第五批）
- 厦门烈士陵园（厦门市，第五批）
- 文林山革命陵园（福州市，第六批）
- 赤石暴动烈士陵园（武夷山市，第六批）

## 江西
- 红军烈士纪念塔（瑞金市，第一批）
- 井冈山革命烈士纪念塔（井冈山市，第一批）
- 江西省革命烈士纪念堂（南昌市，第一批）
- 方志敏烈士墓（南昌市，第一批）
- 茅家岭烈士陵园（上饶市，第二批）
- 兴国县烈士陵园（兴国县，第三批）
- 于都烈士纪念馆（于都县，第五批）
- 卢德铭烈士陵园（萍乡市，第五批）
- 吉安烈士纪念馆（吉安县，第五批）
- 瑞金烈士纪念馆（瑞金市，第六批）
- 石城烈士纪念馆（石城县，第六批）
- 泰和烈士纪念馆（泰和县，第六批）
- 万载烈士纪念馆（万载县，第六批）
- 上高抗日阵亡将士陵园（上高县，第六批）
- 抚州烈士陵园（抚州市，第六批）

## 山东
- 华东革命烈士陵园（临沂市，第一批）
- 济南革命烈士陵园（济南市，第二批）
- 胶东革命烈士陵园（栖霞县，第二批）
- 孟良崮战役烈士陵园（蒙阴县，第二批）
- 青岛市革命烈士纪念馆（青岛市，第二批增补2）
- 羊山革命烈士陵园（金乡县，第四批）
- 湖西革命烈士陵园（单县，第四批）
- 莱芜战役纪念馆（莱芜市，第四批）
- 冀鲁豫边区纪念馆（菏泽市，第五批）
- 渤海革命烈士陵园（滨州市，第五批）
- 青岛莱西革命烈士陵园（莱西市，第五批）
- 淄博革命烈士陵园（淄博市，第五批）
- 泰安革命烈士陵园（泰安市，第五批）
- 潍坊革命烈士陵园（潍坊市，第五批）
- 荣成革命烈士陵园（荣成市，第五批）
- 崂山烈士陵园（青岛市，第六批）
- 淄川烈士陵园（淄博市，第六批）
- 滕州烈士陵园（滕州市，第六批）
- 广饶烈士陵园（广饶县，第六批）
- 牟平烈士陵园（烟台市，第六批）
- 招远烈士陵园（招远市，第六批）
- 寿光烈士陵园（寿光县，第六批）
- 文登烈士陵园（威海市，第六批）
- 马石山烈士陵园（乳山市，第六批）
- 鲁南烈士陵园（兰陵县，第六批）
- 费县烈士陵园（费县，第六批）
- 菏泽烈士陵园（菏泽市，第六批）
- 鲁西南烈士陵园（曹县，第六批）

## 河南
- 竹沟革命烈士陵园（确山县，第一批）
- 鄂豫皖苏区革命烈士陵园（新县，第二批）
- 焦裕禄烈士陵园（兰考县，第二批增补2）
- 郑州烈士陵园（郑州市，第三批）
- 淮海战役陈官庄烈士陵园（永城市，第三批）
- 开封市烈士陵园（开封市，第四批）
- 洛阳烈士陵园（洛阳市，第五批）
- 林州烈士陵园（林州市，第五批）
- 安阳烈士陵园（安阳市，第六批）
- 许昌烈士陵园（许昌市，第六批）
- 商城烈士陵园（商城县，第六批）
- 吉鸿昌将军纪念馆（扶沟县，第六批）

## 湖北
- 湘鄂西苏区革命烈士陵园（洪湖市，第一批）
- 鄂豫边区革命烈士陵园（大悟县，第一批）
- 黄麻起义和鄂豫皖苏区革命烈士陵园（红安县，第二批）
- 湘鄂赣边区鄂东南革命烈士陵园（阳新县，第二批）
- 向警予烈士陵园（武汉市，第二批）
- 施洋烈士陵园（武汉市，第二批）
- 湘鄂边苏区革命烈士陵园（鹤峰县，第四批）
- 麻城烈士陵园（麻城市，第五批）
- 宜昌烈士陵园（宜昌市，第五批）
- 孝感烈士陵园（孝感市，第五批）
- 郧阳烈士陵园（十堰市，第六批）
- 襄阳烈士陵园（襄阳市，第六批）
- 黄冈烈士陵园（团风县，第六批）
- 英山烈士陵园（英山县，第六批）

## 湖南
- 湖南烈士公园（长沙市，第二批）
- 韶山烈士陵园（韶山市，第三批）
- 华容烈士陵园（华容县，第五批）
- 平江烈士陵园（平江县，第五批）
- 湘西剿匪烈士纪念园（沅陵县，第五批）
- 醴陵烈士陵园（醴陵市，第五批）
- 衡阳烈士陵园（衡阳市，第五批）
- 湖南革命陵园（长沙市，第五批）
- 国民革命军第73军抗战阵亡将士公墓（长沙市，第六批）
- 杨开慧烈士纪念园（长沙县，第六批）
- 浏阳烈士陵园（浏阳市，第六批）
- 茶陵烈士陵园（茶陵县，第六批）
- 炎陵烈士陵园（炎陵县，第六批）
- 湘潭烈士陵园（湘潭市，第六批）
- 南岳忠烈祠（衡阳市，第六批）
- 耒阳烈士陵园（耒阳市，第六批）
- 湘阴烈士陵园（湘阴县，第六批）
- 张家界烈士陵园（张家界市，第六批）
- 宜章烈士陵园（宜章县，第六批）
- 湘鄂川黔革命根据地烈士陵园（永顺县，第六批）
- 龙山烈士陵园（龙山县，第六批）

## 广东
- 广州起义烈士陵园（广州市，第一批）
- 海丰县烈士陵园（海丰县，第二批）
- 十九路军淞沪抗日阵亡将士陵园（广州市，第二批）
- “八一”起义军三河坝战役烈士纪念碑（大埔县，第四批）
- 河源烈士陵园（河源市，第五批）
- 黄花岗七十二烈士墓园（广州市，第六批）
- 周文雍陈铁军烈士陵园（江门市，第六批）

## 广西
- 广西壮族自治区烈士陵园（南宁市，第一批）
- 东兰烈士陵园（东兰县，第一批）
- 百色起义烈士碑园（百色市，第三批）
- 突破湘江烈士纪念碑园（兴安县，第三批）
- 柳州烈士陵园（柳州市，第五批）
- 那坡烈士陵园（那坡县,第五批）[註 3]
- 靖西烈士陵园（靖西市,第五批）[註 3]
- 龙州烈士陵园（龙州县,第五批）[註 3]
- 宁明烈士陵园（宁明县,第五批）[註 3]
- 法卡山英雄纪念碑园（凭祥市,第五批）[註 3]
- 城北烈士陵园（防城港市，第六批）
- 南山烈士陵园（凭祥市，第六批）
- 匠止烈士陵园（凭祥市，第六批）

## 海南
- 六连岭烈士纪念碑阵亡将士陵园（万宁县，第二批）
- 李硕勋烈士纪念亭（海口市，第二批）
- 白沙起义烈士纪念碑园（琼中黎族苗族自治县，第五批）
- 解放海南岛战役烈士陵园（海口市，第五批）

## 重庆
- 张自忠烈士陵园（北碚区，第一批）
- 邱少云烈士纪念馆（铜梁县，第三批）
- 杨暗公烈士陵园（潼南县，第三批）
- 万州革命烈士陵园（万州区，第四批）
- 库里申科烈士墓园（万州区，第五批）
- 歌乐山烈士陵园（沙坪坝区，第六批）

## 四川
- 自贡市烈士陵园（自贡市，第一批）
- 王坪烈士陵园（通江县，第二批）
- 南充烈士陵园（南充市，第四批）
- 遂宁烈士陵园（遂宁市，第五批）
- 雅安烈士陵园（雅安市，第五批）
- 成都烈士陵园（成都市，第六批）
- 阆中红军烈士纪念园（阆中市，第六批）
- 达州红军烈士陵园（达州市，第六批）

## 贵州
- 遵义红军烈士陵园（遵义市，第一批）
- 毕节市烈士陵园（毕节市，第四批）
- 黎平烈士陵园（黎平县，第五批）
- 四渡赤水红军烈士陵园（赤水市，第六批）
- 习水青杠坡红军烈士陵园（习水县，第六批）

## 云南
- 威信扎西红军烈士陵园（威信县，第三批）
- 屏边烈士陵园（屏边苗族自治县，第三批）
- 虎头山烈士陵园（宣威市，第五批）
- 麻栗坡烈士陵园（麻栗坡县，第五批）[註 3][7]
- 蒙自烈士陵园（蒙自市，第五批）[註 3]
- 易门烈士陵园（易门县，第六批）
- 金平烈士陵园（金平县，第六批）
- 河口烈士陵园（河口县，第六批）
- 文山烈士陵园（文山市，第六批）

## 西藏
- 山南烈士陵园（乃东县，第二批）
- 拉萨烈士陵园（拉萨市，第六批）
- 昌都烈士陵园（昌都市，第六批）

## 陕西
- “四八”烈士陵园（延安市，第一批）
- 刘志丹烈士陵园（志丹县，第一批）
- 子长革命烈士纪念馆（子长县，第二批）
- 杨虎城烈士陵园（长安区，第二批）
- 永丰革命烈士陵园（蒲城县，第四批）
- 扶眉战役烈士陵园（眉县，第五批）
- 西安烈士陵园（西安市，第五批）
- 瓦子街战役烈士陵园（黄龙县，第五批）
- 陕甘革命根据地照金纪念馆（铜川市，第六批）
- 澄城烈士陵园（澄城县，第六批）
- 直罗烈士陵园（富县，第六批）
- 川陕革命根据地镇巴烈士陵园（镇巴县，第六批）

## 甘肃
- 兰州市烈士陵园（兰州市，第二批）
- 高台烈士陵园（高台县，第二批）
- 红西路军临泽烈士陵园（临泽县，第五批）
- 会宁红军烈士陵园（会宁县，第六批）

## 青海
- 西宁市烈士陵园（西宁市，第二批）
- 循化烈士陵园（循化县，第五批）
- 格尔木烈士陵园（格尔木市，第六批）

## 宁夏
- 任山河烈士陵园（彭阳县，第三批）
- 吴忠涝河桥烈士陵园（吴忠市，第五批）
- 同心烈士陵园（同心县，第五批）
- 银川烈士陵园（银川市，第六批）
- 贺兰山烈士陵园（石嘴山市，第六批）

## 新疆
- 乌鲁木齐烈士陵园（乌鲁木齐市，第一批）
- 伊宁烈士陵园（伊宁市，第二批）
- 伊吾县烈士陵园（伊吾县，批次IV ）
- 叶城烈士陵园（叶城县，第五批）
- 奇台烈士陵园（奇台县，第六批）
- 托里烈士陵园（托里县，第六批）

### 新疆生产建设兵团
- 孙龙珍军垦烈士陵园（农九师，第五批）

## 备注
1. ↑  应当为71处，但民发〔2009〕36号文中正式公布的“第五批全国重点烈士纪念建筑物保护单位”仅有64处，未包括麻栗坡烈士陵园[7]等7处主要安葬对越自卫反击战阵亡人员的烈士陵园（广西5处，云南2处）
2. ↑  原“上海市烈士陵园”迁“龙华烈士陵园”建“上海市龙华烈士陵园”，仍为全国重点保护单位。
3. 1 2 3 4 5 6 7  未在民发〔2009〕36号文中公布